# Lingua haida

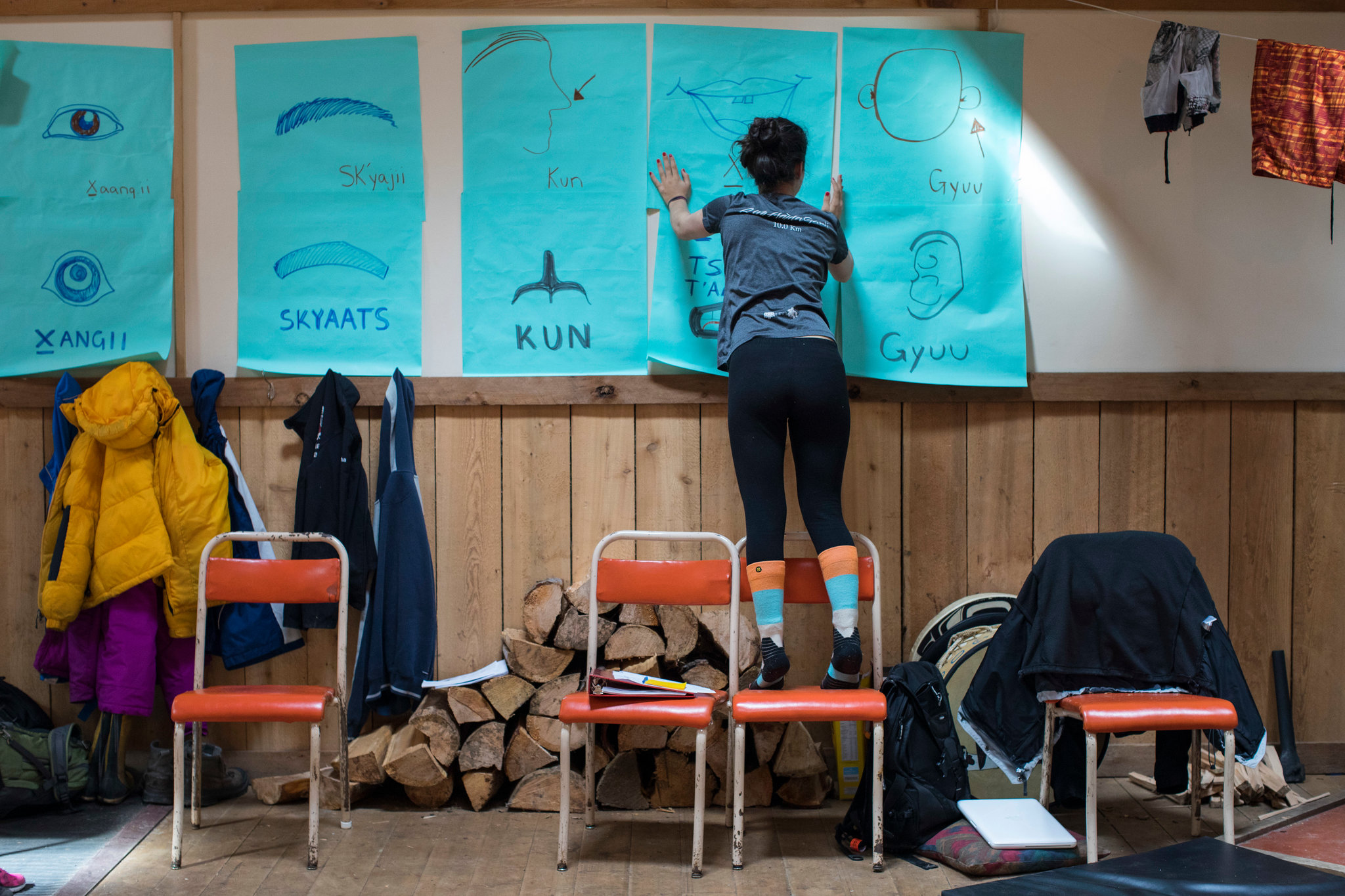
Una donna affigge alcuni manifesti con termini del corpo umano in lingua Haida

La lingua haida è una lingua nativa americana parlata sulle Haida Gwaii, un arcipelago del Canada, nella Columbia Britannica.

## Distribuzione geografica
Secondo i dati del censimento canadese del 2011, i madrelingua haida sono 75 (su una popolazione etnica di 4 550 persone), quasi tutti stanziati nella Columbia Britannica e quasi tutti anziani mentre nei censimenti del 2018 e del 2020 sono stati stimati 13 locutori. Si tratta quindi di una lingua che corre grossi rischi di estinzione, dovuti al fenomeno della deriva linguistica verso l'inglese da parte dei suoi locutori.

## Classificazione
Secondo la maggior parte degli studiosi, l'haida è da considerarsi una lingua isolata, anche se alcuni ritengono potrebbe far parte della famiglia linguistica na-dene.

## Dialetti e lingue derivate
Lo standard ISO 639-3 classifica l'idioma haida come macrolingua composta dai seguenti membri:
- Lingua haida settentrionale o Xaad Kil (codice ISO 639-3 hdn)
- Lingua haida meridionale o Xaaydaa Kil (hax)

## Esempi

### Calendario
Il calendario haida è diverso da quello gregoriano:
- aprile/maggio: gansgee 7laa kongaas
- maggio/inizio giugno: wa.aay gwaalgee
- giugno/luglio: kong koaans
- luglio/agosto: sgaana gyaas
- agosto/settembre: k'iijaas
- settembre/ottobre: k'algyaa kongaas
- ottobre/novembre: k'eed adii
- novembre/dicembre: jid kongaas
- dicembre/gennaio: kong gyaangaas
- gennaio/febbraio: hlgidguun kongaas
- febbraio/marzo: taan kongaas
- marzo: xiid gyaas
- aprile: wiid gyaas